# The Bleeder - La storia del vero Rocky Balboa
The Bleeder - La storia del vero Rocky Balboa (The Bleeder), conosciuto anche col titolo Chuck, è un film del 2016 diretto da Philippe Falardeau.
La pellicola narra la vera storia di Chuck Wepner, pugile divenuto celebre per aver combattuto per il titolo dei pesi massimi contro Muhammad Ali, incontro che ispirò Sylvester Stallone per il film Rocky.

## Trama
Chuck Wepner, noto come "il sanguinante di Bayonne", è un pugile dei pesi massimi noto per il suo comportamento sconsiderato che vive con la sua seconda moglie Phyllis e la figlia Kimberly nel New Jersey. 
Nel 1974 sta scalando le classifiche di boxe, sperando in un eventuale combattimento con il campione George Foreman. L'allenatore e manager di Chuck, Al Braverman, riceve una chiamata da Don King in cui si afferma che avrebbe ricevuto una sfida al titolo dopo che George presumibilmente avrebbe battuto Muhammad Ali, ma, con grande shock e sconforto di Chuck, Ali sconfigge Foreman durante il famoso incontro The Rumble in the Jungle. Dopo aver visto Chuck flirtare con un'altra donna in un bar, Phyllis lascia Chuck.
Don King in seguito chiama l'allenatore di Chuck e lo informa che vuole che combatta contro Ali con il pretesto di una "cosa di razza", poiché era l'unico pugile bianco nella top 10 delle classifiche dei pesi massimi, ma dopo che la stampa si interessa unicamente ad Ali e in seguito alle recensioni negative ricevute, Chuck si sente nervoso. Phyliss alla fine va a trovare Chuck, lo perdona e lo incoraggia.
Sebbene la lotta sia in gran parte unilaterale, Chuck va contro tutte le previsioni che lo vedevano eliminato al terzo round, accorciando l'intera distanza contro il campione e mandandolo al tappeto,  diventando così un eroe locale. Chuck si gode la sua celebrità e diventa l'ispirazione per il film Rocky di Sylvester Stallone, ma diventa sempre più dipendente dalla sua fama, iniziando anche ad assumere cocaina. Chuck successivamente si infatua della barista Linda e Phyllis, scoprendone il comportamento infedele, lo caccia di casa.
Dopo essersi impegnato in un incontro misto wrestling-boxe con André the Giant allo Shea Stadium, Chuck fa visita a suo fratello per celebrare il successo del film, il quale tuttavia non è impressionato dalla notizia, provocando in Chuck grande delusione. Chuck viene accolto da Stallone dopo averlo incontrato e assiste personalmente alla sceneggiatura di Rocky II, ma fallisce l'audizione per un ruolo come sparring partner di Rocky: questo evento lo lascia devastato.
La psiche di Chuck peggiora sempre di più ed è sempre più trasandato, arrivando perfino ad un incontro genitori-insegnanti di Kimberly sballato di cocaina. Più tardi viene arrestato e incarcerato con l'accusa di possesso e spaccio di droga e durante la sua permanenza in prigione vede Stallone girare il film Sorvegliato speciale. 
Chuck realizza che non stava apprezzando quello offertogli dalla vita, cercando di essere all'altezza della fama di "vero Rocky". Dopo essere uscito di prigione per buona condotta, gli viene offerto un incontro di beneficenza non autorizzato con Victor l'Orso Wrestler per sbarcare il lunario. Successivamente, riceve la visita di Linda e i due diventano una coppia.
I titoli di coda rivelano che Chuck e Linda vivono ancora a Bayonne e che lui e sua figlia si sono riconciliati e parlano ogni giorno.

## Produzione
Nel maggio 2011 viene annunciato il progetto con Jeff Feuerzeig alla regia del film su una sceneggiatura scritta dallo stesso Feuerzeig insieme a Jerry Stahl che racconta la vera storia del pugile Chuck Wepner. Nell'ottobre 2015 l'attore Liev Schreiber viene confermato nel ruolo principale per il quale è stato scelto dal 2010; anche Naomi Watts entra a far parte del cast per interpretare la terza moglie di Wepner, Linda.

### Riprese
Le riprese del film iniziano il 26 ottobre 2015 nel quartiere Suffern della città di Ramapo e terminano il 4 dicembre dello stesso anno.

## Promozione
Il primo trailer del film viene diffuso il 6 aprile 2017.

## Distribuzione
Il film è stato presentato fuori concorso il 2 settembre 2016 durante la 73ª Mostra internazionale d'arte cinematografica di Venezia.
La pellicola è stata distribuita nelle sale cinematografiche statunitensi a partire dal 5 maggio 2017 mentre in Italia arriva dal 16 aprile 2019 su TaTaTu.

## Accoglienza

### Critica
Sul sito Rotten Tomatoes, il film riceve l'83% delle recensioni professionali positive, con un voto medio di 7 su 10, mentre su Metacritic ottiene un punteggio di 71 su 100.

## Riconoscimenti
- 2016 - Mostra internazionale d'arte cinematografica di Venezia
  - Premio C. Smithers Foundation – CICT-UNESCO